# 보보인형 실험
보보 인형 실험은 심리학자 앨버트 반두라가 자신의 사회 학습 이론을 시험하기 위해 수행한 일련의 실험에 대한 총칭이다. 그는 1961년부터 1963년 사이에 성인 모델이 보보 인형에게 공격적으로 행동하는 것을 본 후 아이들의 행동을 연구했다. 이 실험의 가장 주목할 만한 변형은 성인 모델이 보보 인형을 신체적으로 학대한 것에 대해 보상받거나, 처벌받거나, 아무런 결과도 겪지 않은 것을 본 후 아이들의 행동을 측정했다.
사회 학습 이론은 사람들이 주로 관찰, 모방, 모델링을 통해 학습한다고 제안한다. 보보 인형 실험은 인간 행동 발달의 다양한 측면을 이해하기 위한 틀을 제공한다. 이는 사람들이 보상이나 처벌을 받음으로써뿐만 아니라, 다른 사람이 보상이나 처벌을 받는 것을 보면서도 배울 수 있다는 것을 보여준다. 이 연구들은 아이들이 폭력적인 미디어를 보면서 어떻게 영향을 받을 수 있는지에 대한 증거를 제공하는 등 실용적인 함의를 가진다.

## 1961년 실험

### 방법

보보 인형 도해

이 실험에 참가한 아동들은 스탠퍼드 대학교 부속 유치원생 72명으로, 연령은 37개월에서 69개월 사이였다. 실험을 위해 아동의 3분의 1은 공격적인 모델에 노출되었고, 다른 3분의 1은 비공격적인 모델에 노출되었다. 나머지 참가자들은 통제 집단을 구성했다.
실험을 위해 각 아동은 학급 친구들의 영향을 받거나 방해받는 것을 피하기 위해 개별적으로 시나리오에 노출되었다. 실험의 첫 번째 부분은 아동과 성인 모델을 놀이방으로 데려오는 것이었다. 놀이방에서 아동은 스티커와 스탬프와 같은 매력적인 활동들로 채워진 한쪽 구석에 앉았다. 성인 모델은 장난감 세트, 메, 그리고 공기가 채워진 보보 인형과 함께 다른 구석에 앉아 있었다. 방을 나가기 전에 실험자는 아동에게 성인 구석에 있는 장난감은 성인만 가지고 놀 수 있다고 설명했다.
공격적인 모델 시나리오 동안, 성인은 보보 인형을 가지고 놀기 시작한 다음 인형에 대해 공격적인 행동을 보이기 시작했다. 이러한 공격적인 행동의 예로는 보보 인형을 때리거나 주먹으로 치는 것, 그리고 장난감 메로 보보 인형의 얼굴을 때리는 것이 포함되었다. 공격적인 모델은 또한 보보 인형에게 "때려", "쓰러뜨려", "차버려", "공중으로 던져", "얍!"과 같은 문구를 외치며 언어적으로 공격했다. 약 10분 후, 실험자가 방으로 돌아와 성인 모델을 퇴장시키고 아동을 다른 놀이방으로 데려갔다. 비공격적인 성인 모델은 전체 10분 동안 다른 장난감을 가지고 놀았다. 이 상황에서 모델은 보보 인형을 완전히 무시했고, 아동은 방에서 나갔다.
다음 실험 단계는 아동과 실험자가 트럭, 인형, 팽이와 같은 흥미로운 장난감으로 가득 찬 다른 방에서 진행되었다. 아동은 그 장난감들을 가지고 놀도록 초대되었다. 2분간의 놀이 시간 후, 아동은 그 장난감들이 다른 아동들을 위해 예약되어 있기 때문에 더 이상 가지고 놀 수 없다는 말을 들었다. 이것은 욕구불만을 조성하기 위해 행해졌다. 그들은 대신 실험실(공격적인 장난감과 비공격적인 장난감)에서 장난감을 가지고 놀 수 있다고 들었다. 아동은 실험실에서 20분 동안 놀 수 있었고, 실험자는 아동의 놀이를 평가했다.
기록된 첫 번째 측정값은 보보 인형을 때리거나, 차거나, 앉거나, 메로 치거나, 방 안으로 던지는 것과 같은 신체적 공격성에 기반을 두었다. 두 번째 측정값은 언어적 공격성이었다. 심사위원들은 아동이 공격적인 성인 모델을 모방한 횟수를 세어 그 결과를 기록했다. 세 번째 측정값은 인형을 때리는 것 외의 다른 형태의 공격성을 나타내기 위해 메를 사용한 횟수였다. 최종 측정값에는 역할 모델의 행동을 직접적으로 모방하지 않은 아동이 보인 공격성 방식이 포함되었다.

### 결과
반두라는 공격적인 모델에 노출된 아동들이 공격적인 모델에 노출되지 않은 아동들보다 신체적으로 공격적인 행동을 보일 가능성이 더 높다는 것을 발견했다. 성별 차이에 관한 결과는 동성 모델이 아동에게 더 큰 영향을 미친다는 반두라의 예측을 강력히 만족시켰다. 결과는 또한 남아들이 공격적인 남성 모델에 노출되었을 때 공격적인 여성 모델에 노출되었을 때보다 더 많은 공격성을 보였다. 여아들의 결과도 유사한 발견을 보였지만, 그 정도는 덜 극적이었다.
반두라는 또한 공격적인 모델에 노출된 아동들이 공격적인 모델에 노출되지 않은 아동들보다 언어적으로 공격적인 방식으로 행동할 가능성이 더 높다는 것을 발견했다. 남아들이 보인 모방적인 언어적 공격성의 횟수는 여아들보다 훨씬 많았다. 또한, 결과는 비공격적인 모델을 관찰한 남아 및 여아들이 모델이 없었던 통제 집단보다 비모방적 공격성을 훨씬 덜 보였다는 것을 나타냈다. 마지막으로, 증거는 남성이 여성보다 공격적인 경향이 있다는 것을 보여준다. 모든 공격 사례를 집계했을 때, 남성은 270건의 공격 사례를 보인 반면, 여성은 128건의 공격 사례를 보였다.

## 1963년 실험: 라이브 모델 대 촬영 모델

### 서론
앨버트 반두라는 1963년 연구에서 라이브 모델과 비교하여 촬영되거나 만화 모델을 본 후 모방된 공격적 행동에 차이가 있는지 알아보기 위해 1961년의 원래 연구를 다양화하고자 했다. 그는 또한 촬영되거나 만화 모델로부터 공격적인 행동을 보는 아이들이 카타르시스 효과를 경험하는지, 즉 모델이 공격적인 행동을 수행하는 것을 봄으로써 공격적인 감정의 방출을 경험하는지 알아보고자 했다.

### 방법
실험을 위해 스탠퍼드 대학교 유치원생 96명(여아 48명, 남아 48명)을 세 그룹으로 나누었다. 첫 번째 그룹은 라이브 모델이 보보 인형에게 공격적으로 변하는 것을 보았다. 두 번째 그룹은 인간 모델이 보보 인형에게 공격적으로 변하는 영화 버전을 보았고, 세 번째 그룹은 고양이가 보보 인형에게 공격적으로 변하는 만화 버전을 보았다. 각 아동은 그룹 편향을 통제하기 위해 공격적인 행동을 개별적으로 관찰했다. 모델을 보지 않은 아동들의 대조군 데이터는 1961년의 원래 연구에서 사용되었다. 각 모델에 노출된 후, 세 그룹의 아동들은 개별적으로 실험자와 함께 방에 배치되었다. 그들은 공격성을 유발하기 위해 가벼운 좌절 상황에 노출되었다. 다음으로, 아동들은 보보 인형과 모델들이 사용했던 "무기"를 포함한 장난감으로 가득 찬 인접한 방에서 자유롭게 놀 수 있도록 허용되었다. 연구자들은 아동들을 관찰하고 보보 인형과의 상호 작용을 기록했다.

### 결과
연구 결과는 대조군과 비교했을 때, 세 그룹 모두 공격적 행동의 유사한 증가를 보였다. 이를 통해 반두라는 아동들이 모델로부터 목격한 공격적인 행동을 누가 또는 어떻게 제시되든 상관없이 모방할 것이라고 결론지었다. 그는 또한 공격적인 행동을 보는 것이 카타르시스 효과를 일으키지 않는다는 것을 발견했다. 이 연구 결과는 폭력적인 미디어가 아동을 더 공격적으로 만들 수 있는지에 대한 논쟁적인 주제에 기여한다는 점에서 특히 중요하다.

## 1965년 실험: 강화와 처벌

### 서론
앨버트 반두라는 1965년 연구에서 아이들의 학습된 행동이 대리 강화, 즉 다른 사람이 특정 행동에 대해 보상받는 것을 본 후 그 행동을 모방하는 행위에 의해 영향을 받을지 알아보고자 했다.

### 방법
실험에서는 남아 33명, 여아 33명 총 66명의 아동을 세 그룹 중 하나로 나누었다. 첫 번째 그룹은 모델이 보보 인형에게 공격적인 행동을 보이는 것을 목격한 후, 연구원이 그의 행동을 칭찬하고 사탕으로 보상하는 것을 보았다. 두 번째 그룹은 공격적인 행동의 동일한 스크립트 시나리오를 목격했지만, 모델은 그의 행동에 대해 질책을 받고 말린 나무 골프채로 맞았다. 세 번째 그룹은 통제 그룹으로, 모델은 자신의 행동을 보인 후 보상도 처벌도 받지 않았다. 아동들은 그룹 편향을 통제하기 위해 개별적으로 관찰했다. 그 후, 각 아동은 10분 동안 자신이 본 것과 유사하게 구성된 방에 개별적으로 배치되었다. 실험자들은 아동들이 나타낸 공격적인 행동의 수와 변화를 기준으로 점수를 매겼다. 실험은 두 번째로 반복되었고, 이번에는 아동들이 방금 목격한 행동을 모방하도록 사탕, 주스, 스티커 등 다양한 보상으로 장려되었다.

### 결과
연구는 보상 그룹과 통제 그룹 간에 거의 차이가 없음을 보여주었지만, 처벌 그룹은 특히 여아의 경우 훨씬 적은 공격적 행동을 보였다. 세 그룹 모두에서 개인적인 인센티브는 남아와 여아 모두의 공격적 행동을 상당히 증가시켰다. 연구 분석은 강화와 처벌이 학습된 공격적 행동에 영향을 미치지 않고, 단지 그것의 외적 표현에만 영향을 미친다는 것을 보여준다.

## 사회 학습 이론
이러한 실험 결과는 반두라가 제안한 사회 학습 이론의 원리를 지지한다. 그의 연구는 행동이 다른 사람의 행동을 관찰하고 모방함으로써 영향을 받는다는 것을 발견했다. 이 이론의 핵심은 행동을 모방하려는 경향이 존경할 만한 모델이 있을 때 증가한다는 생각이다. 모델은 새로운 행동을 학습하고 다양한 기관에서 변화를 달성하는 데 중요한 구성 요소이며, 개인들이 모델의 행동에 따라 자신의 행동을 형성하도록 이끈다. 학습이 강화와 처벌에 의해 직접적으로 영향을 받는 행동주의와 달리, 사회 학습 이론은 다른 사람이 보상과 처벌을 받는 것을 보는 것이 행동에 간접적으로 영향을 미칠 수 있다고 제안한다. 이것을 대리 강화라고 한다. 모델이 특정 행동을 보이는 것에 대해 인정을 받으면, 그 모델을 존경하는 사람은 동일한 인정을 받기 위해 그 행동을 모방할 가능성이 더 높다. 대리 강화의 역할은 보보 인형 실험을 통해 나타나는데, 이는 성인의 행동이 아이들에게 얼마나 쉽게 영향을 미치는지 보여준다. 실험 동안, 성인들은 공격적인 행동에 대해 칭찬을 받았고, 그 결과 아이들이 인형을 때릴 가능성이 증가했다. 그러나 성인들이 인형에게 공격적으로 행동한 것에 대해 처벌을 받자, 아이들은 인형을 때리는 것을 멈췄다. 보보 인형 실험은 공격성에 기여하는 요인과 문제에 대한 사람들의 이해를 높였다.

## 실험에 대한 비판
- 모방에 대한 실험실 연구는 종종 생태적 타당도가 낮다. 즉, 주요 상황적 특징이 결여되어 있다. 보보 인형 실험에서 아동과 모델은 이전에 관계를 맺지 않았고, 실제 환경에서도 서로 상호 작용하지 않는다.[2] 그러나 연구에 따르면 이 접근법은 기관 및 직장에서의 공격성에 잘 적용될 수 있으며, 이는 더 큰 연구가 외적 타당도를 가질 수 있음을 시사한다[16] 그리고 실제 세계의 공격성과 관련성을 보여준다.[17]
- 1990년에 보보 인형 실험이 반복되었을 때, 이전에 보보 인형에 노출되지 않았던 아동들이 노출되었던 아동들보다 공격적인 행동을 모방할 가능성이 최대 5배 더 높다는 결과가 나왔다. 연구자들은 보보 인형 자체의 단순한 새로움이 아동이 성인을 모방할 확률을 높이는 잠재적인 제3의 변수가 될 수 있다고 제안했다.[2]
- 이 실험은 환경적 영향에 초점을 맞추고 공격적 행동을 뒷받침할 수 있는 생물학적 또는 진화적 요인의 가능성을 배제하는 사회 학습 이론의 원리에 기반을 두었다.[18] 생물학 이론가들은 사회 학습 이론이 개인의 생물학적 상태, 특히 개인의 DNA, 뇌 발달, 학습 차이의 독특성을 무시한다고 주장한다.[19]
- 일부 심리학자들은 이 연구가 APA와 스탠퍼드가 지지하는 윤리 기준을 포함하여 현대 윤리 기준에 부합하지 않는다고 주장한다. 주장은 일반적으로 네 가지 범주로 나뉜다.
  - 사전 동의: 아동들은 연구 참여에 대한 유효한 동의를 할 수 없었다. 그들의 부모가 그들을 대신하여 동의한 것으로 추정된다.
  - 참가자의 장기적인 복지: 참가자들이 공격적인 행동을 모델링하고 장기적인 복지에 해로울 수 있는 방식으로 행동하는 것을 배울 수 있다.
  - 철회 권리: 아동들이 연구에서 철회할 기회가 없었다.
  - 사후 설명 권리: 참가자들에게 실험자가 연구, 특히 성인이 보인 공격성의 이유를 설명하는 사후 설명이 제공된 적이 없다.[20]
- Bar-on et al. (2001)은 8세 미만 아동의 전두엽이 미발달되어 현실과 환상을 구분하지 못하는 데 기여한다고 설명했다.[21]
- 1961년 연구 분석에 따르면 아동의 공격적인 행동 모방은 모델을 관찰한 직후 거의 즉시 발생한다. 관찰과 모방 사이의 기간이 너무 짧기 때문에 폭력 노출의 장기적인 효과에 대한 결론을 내릴 수 없다.[2]

## 같이 보기
- 행동주의
- 발달심리학
- 모방
- 관찰 학습
- 역할 모델
- 사회 학습 이론

## 더 읽어보기
- A. 반두라 & R.H. 월터스 (1959). 청소년 공격성, 뉴욕, 뉴욕, 미국: 로널드 프레스.
- A. 반두라, (1962) 모방을 통한 사회 학습, 링컨, 네브래스카, 미국: 네브래스카 대학교 출판부.
- 반두라, A., & 월터스, R. (1963). 사회 학습 및 성격 발달. 뉴욕: 홀트, 라인하트, 윈스턴.
- A. 반두라 (1975) 사회 학습 및 성격 발달, 뉴욕: 홀트, 라인하트 & 윈스턴.
- A. 반두라 (1976) 사회 학습 이론. 뉴저지, 미국: 프렌티스 홀.
- A. 반두라 (1986) 사고와 행동의 사회적 기초.
- 맥글로인, 파라 & 피쉬록 (2015). "트리플 와미! 폭력적인 게임과 폭력적인 컨트롤러". 커뮤니케이션 저널.